# Chris Melendez
Christopher Melendez (New York, 13 giugno 1987) è un wrestler statunitense.
Veterano della seconda guerra del Golfo Persico, fu ferito da un ordigno esplosivo improvvisato mentre era di stanza a Baghdad in Iraq nel 2006.

## Carriera di wrestler
Melendez ha iniziato a frequentare una piccola scuola professionale di wrestling a Brooklyn (New York) chiamata The Doghouse e fu in seguito presentato in TNA da Ken Anderson (anch'esso un veterano dell'esercito) dove, notato da Bully Ray e Devon Hughes (tramite il progetto "Wounded Warrior Project"), gli venne offerta la possibilità di formarsi all'Accademia 3D di Wrestling Professionale di Kissimmee, in Florida.

### Total Nonstop Action Wrestling (2014–2016)

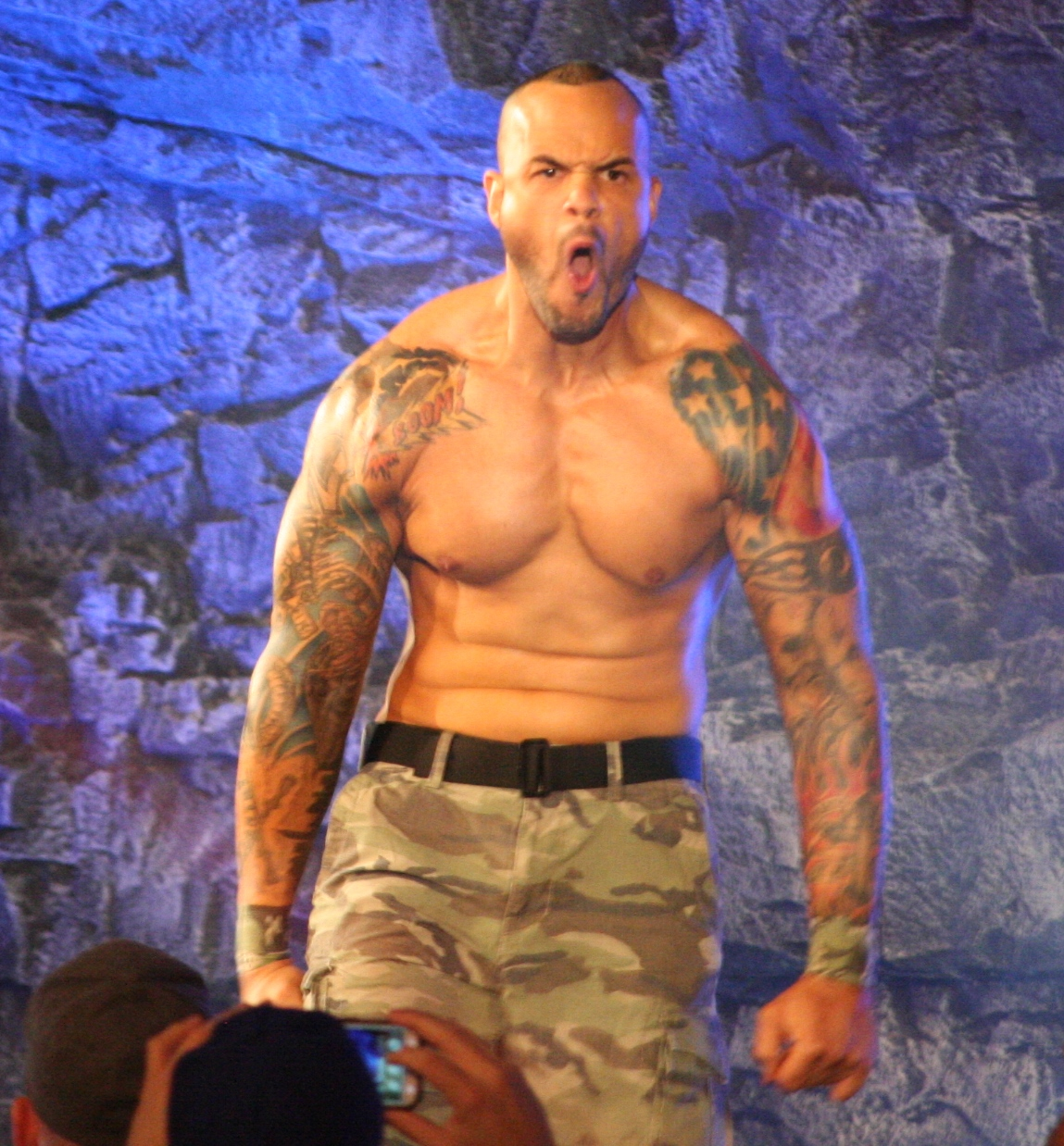
Melendez nell'ottobre 2015.

## Nel wrestling
- Finishing moves
  - Domination  (Modified anaconda vise)
  - Final Trouble (Double underhook brainbuster)
- Signature moves
  - Big boot
  - Corner back elbow
  - Front powerslam
  - Multiple suplex variations
    - Belly-to-back
    - German
    - Snap
    - Vertical

  - Hurricanrana
  - Piledriver
  - Samoan drop
  - Tornado DDT
- Nicknames
  - "Sarge"
  - "The Wounded Warrior"
- Entrance themes
  - "Hero of the Storm" by Dale Oliver (TNA; August 5, 2014 – June 15, 2016)

## Championships and accomplishments
- Pro Wrestling Illustrated
  - PWI ranked him #207 of the top 500 singles wrestlers in the PWI 500 in 2015[2]
- Conquer Pro Wrestling
  - CPW Heavyweight Championship (1 time)[3]